# Бочарников, Виктор Митрофанович
Виктор Митрофанович Бочарников — советский хозяйственный, государственный и политический деятель.

## Биография
Родился в 1933 году в Мариуполе. Член КПСС.
Окончил Московский энергетический институт и АОН при ЦК КПСС.
До 1964 — инженер Центрального аэрогидродинамического института им. проф. Н. Е. Жуковского, старший инженер, секретарь парткома предприятия п/я 747.
В 1967—1970 — секретарь парткома Комитета по печати при Совете Министров СССР.
В 1970—1976 — первый секретарь Свердловского районного комитета КПСС города Москвы.
В 1976—1979 — заведующий отделом организационно-партийной работы Московского городского комитета КПСС.
В 1979—1988 — ответработник редакции издательства «Экономика».
В 1988—1993 — директор НИЦ управления, экономики и информатики.
Делегат XXIV и XXV съездов КПСС.
Умер в 1996 году в Москве.

## Награды
- Орден Трудового Красного Знамени (09.09.1971)